# باريس تورز 1959
باريس تورز 1959 هو سباق دراجات هوائية، وهو الموسم رقم 53 من باريس تورز، وأقيم في 11 أكتوبر 1959.
فاز بالمركز الأول ريك فان لوي، وبالمركز الثاني Coen Niesten ‏، وبالمركز الثالث André Noyelle ‏.

## الفائزون
| الترتيب | الفائز         |
| ------- | -------------- |
| الفائز  | ريك فان لوي    |
| الثاني  | Coen Niesten ‏  |
| الثالث  | André Noyelle ‏ |